# Hablando se entiende la basca
Hablando se entiende la basca va ser un programa de televisió, que es va emetre de dilluns a divendres en horari de tarda per Telecinco entre 1991 i 1993.

## Format
Versió juvenil del programa Hablando se entiende la gente que presentava Jesús Vázquez en la mateixa cadena. Nens i adolescents de deu i disset anys acudeixen al programa per a ser entrevistats pel presentador en relació amb el tema monogràfic que donava títol a cadascuna de les emissions
Es tracta d'assumptes que interessen als joves: esports, aficions, relacions familiars, amistat, sexe, etc. Alguns dels temes abordats van ser:
- Per la cara,
- Diga'm com parles i et diré qui ets,
- Tu a callar,
- I tu ... com t'ho muntes?,
- La rateta presumida,
- Aquest curs s'ha acabat,
- Platja a la vista,
- L'amor...té edat?...

Pel programa van aparèixer famosos que serien prometedors en el futur com Alba Flores o Roberto Leal.